# Carlos de Valois, Duque de Berry
Carlos de França, Duque de Berry (em francês: Charles de France; Tours, 26 de dezembro de 1446 - Bordéus, 24 de maio de 1472) era filho caçula de Carlos VII da França, tendo passado a maior parte da sua vida em conflito com seu irmão mais velho, o rei Luís XI da França. Foi Duque de Berry (1461-1466), Duque da Normandia (1465-1469) e Duque de Guiena (1469-1472).
Muito mimado pelos seus pais, Carlos de Valois era uma criatura magra, míope, versátil e fraco de caráter, passou a vida toda conspirando contra seu irmão Luis XI. A sua amante Nicole de Chambes-Montsoreau, viúva de Luís de Amboise, Visconde de Thouars, lhe deu duas filhas, além de contaminá-lo com uma doença venérea, a qual supostamente foi a causa da morte do casal.

## Biografia
Carlos de Valois nasceu na cidade de Tours, e era o último filho de Carlos VII de França e de Maria de Anjou. Como o seu irmão mais velho, o Delfim Luís, havia entrado por diversas vezes em conflito com o pai, sendo que este o exilou, desde 1456, para a Corte de Borgonha, e desse modo acreditou-se que a coroa passaria para Carlos de Valois. Quando Carlos VII morreu em 1461, Luís XI foi quem o sucedeu.
Depois de sua ascensão, Luís XI concedeu a seu irmão mais novo o Ducado de Berry como concessão feudal. Insatisfeito com o prêmio, Carlos se juntou a Carlos, O Temerário, que era o herdeiro de Borgonha, e a outros nobres poderosos tais como Francisco II, Duque da Bretanha, criando a Liga do Bem Público em maio de 1465. Teve então origem a Guerra Louca (entre 1485 e 1488), que terminaria em outubro com o Tratado de Conflans, assinado entre Luís XI e Carlos, O Temerário.
Conforme o tratado, Carlos recebeu o Ducado da Normandia como apanágio adicional. Ele se mostrou inábil no controle de suas novas terras e por isso entrou em conflito com seu antigo aliado, Francisco II, Duque da Bretanha. Luís enviou o exército real à Normandia, assumindo, desse modo, o controle real direto do ducado. Carlos, que então se reconciliara com o duque da Bretanha, fugiu para esse território, onde permaneceria até setembro de 1468, quando ele e Francisco assinariam o Tratado de Ancenis em comum acordo com Luís, onde também prometiam abandonar o antigo Conde de Charolais, entretanto convertido em Duque de Borgonha.

## Frutos do Conflito
Em outubro de 1468, Luís foi aprisionado por Carlos de Borgonha durante uma conferência em Péronne. Para conseguir a sua libertação, Luís concordou em ceder o território de Champagne para o seu irmão como compensação pela Normandia. Uma vez libertado, Luís descumpriu o acordo feito sob coação mas em abril de 1469, ele finalmente se reconciliou com seu irmão, concedendo-lhe o ducado de Guiena.
Na época, Carlos também concordou com o Duque de Borgonha que casaria com a única filha e herdeira deste, Maria. Luís não tinha nenhuma intenção de permitir a união entre seu irmão e a filha de seu inimigo e para isso, enviou embaixadores ao Papa Paulo II para garantir que a necessária liberação papal, exigida com base na consanguinidade, não fosse concedida. Luís foi mal sucedido em suas investidas, pois o papa concedeu a dispensa exigida.
No entanto, o projeto de casamento não trouxe bons resultados pois Carlos de Valois morreu em Bordeaux em maio de 1472, provavelmente por causa de uma combinação de tuberculose com uma doença venérea contraída de sua amante, Colette de Chambes.
Como Carlos de Valois não possuía descendentes legítimos, suas terras tiveram de ser devolvidas à coroa.

## Descendência
Com sua amante Colette de Chambes teve:
- Joana (n. 1470), freira dominicana;
- Ana (n. 1471), casada em 1490 com François de Volvire, Barão de Russec. Sem descendência.

## Universidade de Bourges
A Universidade de Bourges foi criada em 1463 por decreto do rei Luís XI, muito provavelmente publicado em 31 de dezembro desse mesmo ano, atendendo a um pedido de seu irmão Carlos de Valois. No entanto, a autorização para a criação da Universidade só seria confirmada em 12 de dezembro de 1464 através de uma bula lançada pelo Papa Paulo II. A nova universidade seria constituída por cinco faculdades ou matérias principais: teologia, medicina, artes, direito canônico e direito civil. As cartas patentes da universidade seriam publicadas em dezembro de 1469 e a universidade vem realmente a funcionar na primavera de 1470.
A criação da Universidade surge dois anos depois da coroação de Luís XI, e deve ser considerada no contexto da consolidação do poder como rei, que tendo exercido forte oposição ao pai, foi exilado para a região de Borgonha. Daí a necessidade do estabelecimento da universidade como consolidação do poder real, como antagonismo à influência da Universidade de Paris e do Parlamento de Paris.
A partir deste facto, mas também por causa das dificuldades financeiras da cidade, o início da universidade foi caótico, marcado pela tensão entre os juristas e as outras faculdades, e por causa da forte pressão do representante papal desde os primeiros movimentos que levariam à reforma. A universidade conheceu seu maior período de glória com o apoio de Margarida de Navarra, Margarida de França e de Michel de l'Hôpital.

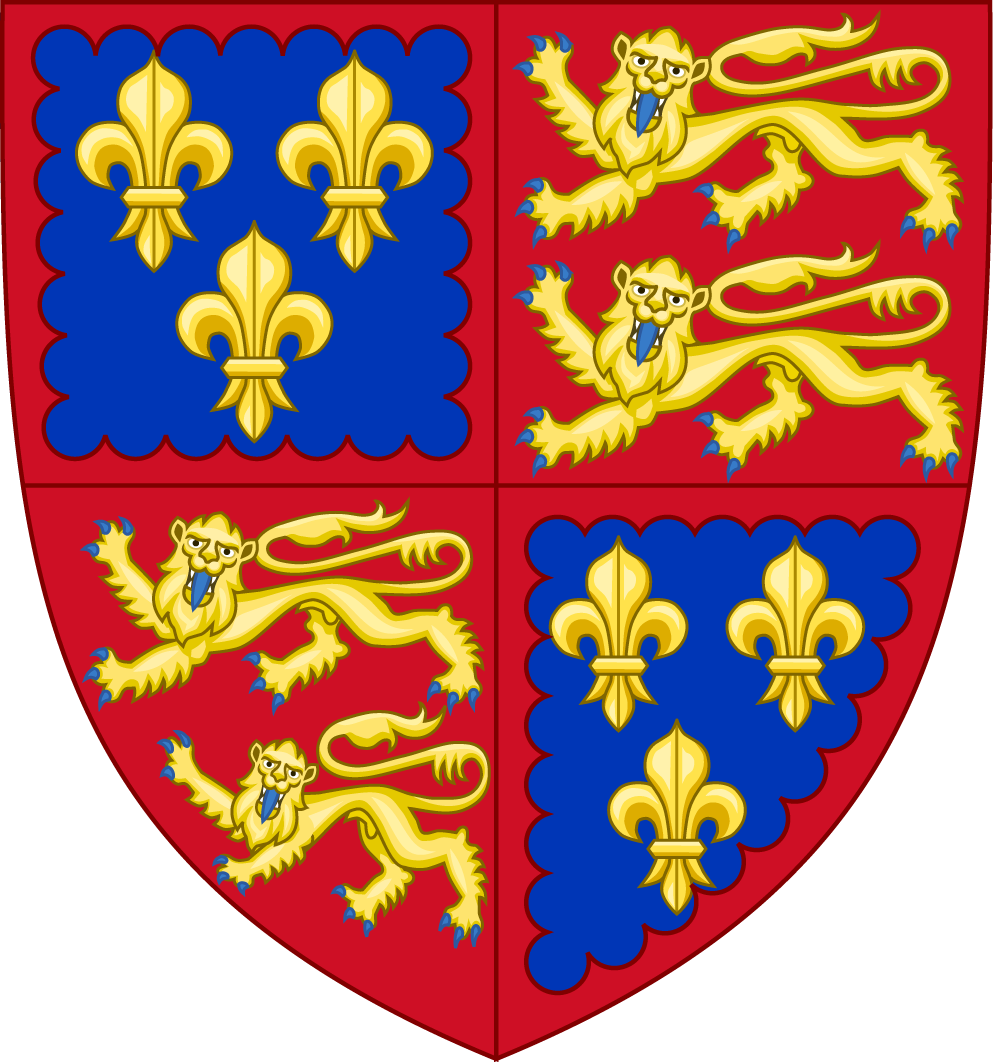
Brasão do duque.